# Cyperus microbolbos
Cyperus microbolbos är en halvgräsart som beskrevs av Charles Baron Clarke. Cyperus microbolbos ingår i släktet papyrusar, och familjen halvgräs. IUCN kategoriserar arten globalt som otillräckligt studerad. Inga underarter finns listade i Catalogue of Life.